# Samsung Galaxy A5 (2017)
Samsung Galaxy A5 (2017) (или Samsung Galaxy A5 2017 Edition) — Android-смартфон. Он был анонсирован 2 января 2017 года вместе с Samsung Galaxy A3 (2017) и Samsung Galaxy A7 (2017). Это первый выпуск продукции Samsung после снятия с производства Galaxy Note 7 в октябре 2016 года.
Samsung Galaxy A5 (2017) работает под управлением Android 6.0.1 Marshmallow прямо из коробки и имеет интерфейс TouchWiz, но был обновлен в августе 2017 года до Android 7.0 Nougat и еще раз в феврале 2018 года до Android 8.0 Oreo. Смартфон оснащен Exynos 7880 SoC, состоящим из 8 ядер ARM Cortex-A53, в качестве GPU выступает Mali-T830. A5 (2017) оснащен 3 ГБ оперативной памяти и 32 ГБ внутренней памяти, расширяемой до 256 ГБ с помощью выделенного слота MicroSD. Устройство сохранило несъемный аккумулятор, как и его предшественник, емкостью 3000  мАч с возможностью быстрой зарядки. Его дополнительные функции, аналогичные флагманам Samsung 2016 года, включают водонепроницаемость по стандарту IP68, функцию Always On Display и 3D-стеклянную подложку с Gorilla Glass 4. Новая функция "Always On Display" отображает часы, календарь и уведомления на экране, когда устройство находится в режиме ожидания.

## Доступность
После презентации Samsung объявил, что продаст до 20 миллионов смартфонов, ориентированных на Западную и Восточную Европу, Африку, Азию и Латинскую Америку. В отличие от своих предшественников, Galaxy A5 (2017) не будет поставляться в США. Однако Galaxy A5 (2017) будет продаваться в Канаде, в отличие от версии 2016 года. Он доступен в четырех цветах, включая черный и розовое золото.

### Варианты
| Модель      | Процессор                  | SIM  | Регион                                                           |
| ----------- | -------------------------- | ---- | ---------------------------------------------------------------- |
| SM-A520F    | Samsung Exynos 7 Octa 7880 | Одна | Европа, Азия, Африка, Латинская Америка, Океания, Ближний Восток |
| SM-A520F/DS | Samsung Exynos 7 Octa 7880 | Две  | Россия, Казахстан, Украина, ОАЭ                                  |
| SM-A520W    | Samsung Exynos 7 Octa 7880 | Одна | Канада                                                           |